# هنري رايبورن
هنري رايبورن (4 مارس 1756 - 8 يوليو 1823) هو كان رسام بورتريه إسكتلندي.